# 9-1-1 (Fernsehserie)
9-1-1, bei ProSieben 9-1-1: Notruf L.A., ist eine US-amerikanische Fernsehserie nach einer Idee von
Ryan Murphy, Brad Falchuk, Tim Minear. Die Fernsehserie zeigt das Leben der Ersthelfer von Los Angeles, Polizisten, Sanitäter, Feuerwehrleute und Mitarbeiter der Leitstelle, sowohl während der Arbeit als auch im privaten Leben. Die Erstausstrahlung erfolgte am 3. Januar 2018 auf dem Fernsehsender Fox.
Im Mai 2022 wurde die Serie um eine sechste Staffel verlängert. Diese wurde vom 19. September 2022 bis zum 15. Mai 2023 ausgestrahlt.
Im Mai 2023 stellte Fox die Serie nach der sechsten Staffel ein, woraufhin bekannt gegeben wurde, dass der Sender ABC die Serie übernimmt und eine aus zehn Folgen bestehende siebte Staffel ausstrahlen wird. Diese begann am 14. März 2024 und endete am 30. Mai 2024.
Im April 2025 wurde die Serie von ABC um eine neunte Staffel verlängert.

## Inhalt

### Staffel 1
Das Los Angeles Fire Departments; Station 118, wird von Captain Bobby Nash geleitet. Zu seinen Kollegen gehören Henrietta „Hen“ Wilson, Howie „Chimney“ Han sowie der erst vor kurzem zum Team gestoßenen Evan „Buck“ Buckley. Unterstützung erhalten sie von Athena Grant vom Los Angeles Police Department sowie Abby Clark von der Notfallzentrale, die täglich die Anrufe entgegennimmt.
Athena versucht damit zurechtzukommen, dass ihr Mann Michael homosexuell ist. Sie kümmert sich um ihre Kinder May und Harry aufopferungsvoll und möchte ihnen eine Heile Welt vorspielen. Jedoch erkennen Athena und Michael, dass dies nichts bringt und sie lassen sich scheiden. Auch Captain Bobby Nash hat mit seiner Vergangenheit zu kämpfen. Nachdem seine Familie bei einer Unachtsamkeit seinerseits ums Leben gekommen war, wurde er alkohol- und tablettensüchtig. Nach einem Rückfall kämpft er sich erneut ins Leben zurück und beginnt mit Athena, mit der er seit Jahren bereits befreundet ist, auszugehen.
Bobbys und Athenas gute Freundin Henrietta ist glücklich mit ihrer Ehefrau Karen. Als jedoch Hens Exfreundin Eva wieder auftaucht, beginnt die Beziehung zu bröckeln, da Hen sich wieder auf Eva einlässt. Als diese auch noch versucht ihren Sohn, den Hen und Karen großziehen, zurückzuholen, scheitert die Ehe. Am Ende können sich Hen und Karen versöhnen und wollen gemeinsam um das Sorgerecht ihres Sohnes kämpfen. Chimney gibt gerne vor, ein heldenhafter und stolzer Feuerwehrmann zu sein, der in Wahrheit jedoch sehr ängstlich ist. Erst nach einem schweren Unfall erkennt er, wie wichtig ihm das Leben ist.
Buck ist ein Womanizer und lässt nichts anbrennen. Obwohl ihm der Job wichtig ist, fällt er aufgrund seiner Ungehorsamkeit Bobby immer wieder negativ auf und wird deswegen von ihm nach einem Zwischenfall entlassen. Mit Hilfe von Hen kann Buck Bobby zeigen, dass er das Zeug zu einem guten Feuerwehrmann hat. Während eines Einsatzes hat Buck mit Abby Kontakt und zwischen den beiden beginnt zunächst eine Telefonfreundschaft. Als Abby, die ihre an Alzheimer erkrankte Mutter Patricia pflegt, Hilfe braucht, lernen sich Buck und sie persönlich kennen. Die beiden verlieben sich ineinander und Buck erkennt, was wahre Liebe bedeutet. Nachdem Abbys Mutter gestorben ist, muss sie den Erinnerungen entfliehen und verlässt Los Angeles und damit auch Buck.

### Staffel 2
Vier Monate sind vergangen und Athena und Bobby führen eine geheime Beziehung. Als Bobby dies öffentlich machen will, ist Athena zunächst dagegen, da sie sich schämt. Jedoch muss sie nach einem Gespräch mit Michael erkennen, dass Bobby sie glücklich macht und sie offenbaren ihren Freunden die Beziehung. Bobby hält um Athenas Hand an und die beiden heiraten. Bobby wird übergangsweise vom Dienst suspendiert, als herauskommt, dass er bei seiner Versetzung nach Los Angeles Informationen verschwiegen hat. Er hat niemandem erzählt, dass seine Familie bei einem Brand ums Leben kam, da er unachtsam war.
Das Fire Department bekommt Unterstützung durch den Ex-Soldaten Eddie Diaz. Dieser ist mit seinem Sohn Christopher, der an Infantiler Zerebralparese leidet, nach Los Angeles gezogen, um näher bei seiner Familie zu sein, die ihm bei der Betreuung seines Sohnes hilft. Durch seine Erfahrungen in Kriegsgebieten kann er dem Team oft helfen, jedoch leidet er noch immer unter den Erlebnissen. Buck ist zunächst nicht begeistert von ihm, freundet sich jedoch mit der Zeit mit Eddie und dessen Sohn an. Um Christopher eine gute Schule bieten zu können, muss er wieder Kontakt zu seiner Ehefrau Shannon suchen. Die beiden kommen sich dabei näher und beginnen eine Affäre. Da Eddie jedoch immer noch von Shannon enttäuscht ist, da sie die Familie zwei Jahre zuvor verlassen hat, will er nicht, dass sie Kontakt zu Christopher aufbaut. Mit der Zeit ändert er seine Meinung und könnte sich wieder vorstellen eine Familie zu sein. Jedoch offenbart ihm Shannon, dass sie sich von ihm scheiden lassen will. Sie wird anschließend in einen schweren Autounfall verwickelt und stirbt.
Buck ist in Abbys Wohnung gezogen und glaubt, dass diese irgendwann nach Los Angeles zurückkehrt. Jedoch erkennt er, dass dies nicht der Fall sein wird, und er beginnt sein Singleleben wieder zu genießen. Er beginnt daraufhin eine Beziehung mit Ali Martin, der er während eines Erdbebens das Leben gerettet hat. Außerdem bekommt er von seiner Schwester Maddie Kendall Besuch, die vor ihrem gewalttätigen Ex-Ehemann Doug Kendall flieht. Um bei ihrem Bruder zu bleiben, beginnt sie einen Job in der Notfallzentrale. Über ihren Bruder lernt sie Chimney kennen und die beiden kommen sich näher. Doch dann taucht Doug auf und freundet sich unter falschem Namen mit Chimney an. Eines Abends überwältigt er Chimney und entführt Maddie. Zwischen dem Ehepaar kommt es zu einem Kampf, bei dem Maddie Doug tötet. Anschließend beginnt sie eine Beziehung mit Chimney.
Hen und Karen erhalten Besuch von Eva, die weiterhin das Sorgerecht haben will. Nach einem erneuten Drogenmissbrauch muss Eva wieder ins Gefängnis und Hen und Karen dürfen ihr Kind behalten. Am Ende wollen sie noch ein weiteres Kind bekommen.
Zum Ende der Staffel wird L.A. von einem Briefbomber terrorisiert. Es stellt sich heraus, dass der Bombenleger sich an Bobby und Athena rächen möchte, da die beiden seinen Vater ins Gefängnis gebracht haben und dieser dort verstarb. Der Bombenleger hat es auch auf das Firedepartment abgesehen. Bei diesem Anschlag wird Buck schwer am Bein verletzt und er wird damit konfrontiert, eventuell einen anderen Job ausführen zu müssen, was dieser jedoch nicht akzeptiert.

### Staffel 3
Fünf Monate sind vergangen und Buck hat nach mehreren Operationen sein Feuerwehrabzeichen zurück. Ali hat sich von ihm getrennt, da sie nicht mit seinem gefährlichen Beruf klarkam. Bei einer Party von Athena und Bobby zu Ehren von Bucks Feuerwehrbescheinigung bricht dieser wegen einer Lungenembolie zusammen. Aus diesem Grund kann er nicht wieder bei der Feuerwehr arbeiten, was ihm den Boden unter den Füßen wegreißt. Um ihn aufzuheitern, bittet Eddie Buck sich um Christopher zu kümmern. Die beiden verbringen einen Tag am Pier von Santa Monica Pier als ein Tsunami die Stadt trifft. Christopher und Buck kämpfen um ihr Leben, während das Team um Bobby und Athena alle Hände voll zu tun hat. Buck glaubt daraufhin, dass er nach der Tsunami-Katastrophe wieder bereit für die Feuerwehr ist. Jedoch muss er erfahren, dass Bobby dies verhindert hat. Er beschließt deshalb, die Stadt und Bobby wegen unrechtmäßiger Kündigung zu verklagen. Dadurch wird er von dem Team und allen voran von seinem Freund Eddie gemieden. Er erkennt, dass er einen Fehler gemacht hat und darf zurück zur Einheit 118. Der Empfang fällt jedoch zunächst sehr kühl aus, da das Team von Buck enttäuscht ist. Mit der Zeit kann er sein Vertrauen bei den anderen zurückgewinnen sowie die Freundschaft zu Eddie retten. Er muss sich selber auch eingestehen, dass er über Abby nach wie vor nicht hinweg ist und dies macht ihn wütend.
Christopher hat seit der Tsunami-Katastrophe mit Albträumen zu kämpfen. Außerdem beschäftigt ihn noch der Tod seiner Mutter, weshalb Eddie professionelle Hilfe für seinen Sohn in Form eines Kinderpsychologen sucht. Eddie selber kämpft ebenfalls mit Wutgefühlen über Shannons vorzeitigen Tod und beginnt deshalb in illegalen Kämpfen seinem Ärger Luft zu machen. Bei einem Kampf wird sein Gegner so schwer verletzt, dass er den Notruf wählen muss. Dadurch erkennt Eddie, dass er ein Problem hat und beginnt eine Therapie. Er lernt Christophers Lehrerin Ana Flores kennen und findet Gefallen an ihr.
Chimney und Maddie führen eine Beziehung, jedoch hat Maddie mit den Nachwirkungen ihrer Ehe mit Doug zu kämpfen. Als sie einen Notruf einer Frau erhält, die ebenfalls häusliche Gewalt erleidet, beginnt Maddie sich in das Leben der Frau einzumischen, um sie vor dem gewalttätigen Ehemann zu retten. Als Chimney dies erfährt, wirft er ihr vor, genauso wie Doug zu sein. Maddie erkennt dadurch, dass sie die gesetzlichen Grenzen überschritten hat und beginnt auf Wunsch von Sue eine Therapie. Chimney erhält Besuch von seinem Halbbruder Albert, der vor seinem Vater aus Korea geflüchtet ist. Nach anfänglichen Schwierigkeiten zwischen den Brüdern, lässt Chimney Albert bei sich wohnen.
Hen und Karen setzen ihren Plan eines weiteren Kindes fort. Karen unternimmt eine künstliche Befruchtung, die jedoch nicht klappt. Dadurch fällt Karen in eine Krise, die auch Hen zu schaffen macht. Durch eine defekte Ampelkreuzung verursacht Hen während eines Einsatzes einen Autounfall, bei dem die Fahrerin stirbt. Hen fühlt sich dafür verantwortlich und denkt sogar darüber nach ihren Job aufzugeben. Durch die Begegnung mit einer ihrer ersten Patientinnen erkennt sie, wie wichtig ihr der Job jedoch ist. Karen und sie beschließen daraufhin ein Pflegekind aufzunehmen. Als Hen erfährt, dass einer ihrer Notfallpatienten im Krankenhaus verstorben ist, obwohl sie dem Arzt alle Infos gegeben hat, beschließt sie ein medizinisches Studium zu beginnen.
Athena wird mit einem alten Fall aus ihrer Vergangenheit konfrontiert. Sie bekommt neue Hinweise zu einer Tat, die 30 Jahre zuvor sie persönlich getroffen hat. Bobby, Michael und ihre Kinder erfahren, dass Athena 1991 bereits verlobt war. Ihr Verlobter, ebenfalls LAPD-Cop, wurde erschossen und der Täter konnte nie gefasst werden. Athena macht sich mit den neuen Hinweisen auf die Suche und kann den Fall abschließen. Da dies nicht ihr Fall war und sie auf eigene Faust ermittelt hat, wird sie vom Dienst suspendiert. Die Zeit nutzt sie, um sich um ihren Ex-Mann Michael zu kümmern, der erfahren hat, dass er an einem Tumor leidet. Er entscheidet sich gegen eine Operation und will sich nur einer Chemotherapie unterziehen. Dies kann Athena zunächst nicht nachvollziehen, jedoch schrumpft der Tumor.
Athena verfolgt einen Vergewaltiger und gerät dabei in Lebensgefahr. Sie wird schwer verletzt und ist traumatisiert, was sie sich jedoch selber zunächst nicht eingestehen will, und verschweigt dies den anderen. Bei einem verheerenden Zugunglück im Staffelfinale trifft Buck Abby wieder, die mit diesem Zug unterwegs nach L.A. war. Er erfährt, dass Abby verlobt ist und spricht sich mit ihr aus. Buck kann Abby endlich loslassen, während Maddie und Chimney erfahren, dass sie Eltern werden.

### Staffel 4
Das Team leidet unter den Belastungen der COVID-19-Pandemie in den Vereinigten Staaten.
Athena muss sich nach ihrem Trauma wieder an ihren Dienst gewöhnen, was ihr anfangs schwerfällt. Sie sucht Halt bei Bobby und bei ihrer Familie. May beginnt im Callcenter zu arbeiten, was ihrer Mutter zunächst nicht passt. Als sie jedoch mitbekommt, wie gute Arbeit sie leistet, akzeptiert sie Mays Entscheidung gegen das Studium und für den Beruf in der Notrufzentrale. Außerdem beschließt May von zu Hause auszuziehen. Michael leidet ebenfalls unter der Pandemie, da er als Architekt keine Aufträge mehr erhält. Halt bekommt er von seinem Freund, dem Arzt Dr. David Hale, den er während seiner Tumorerkrankung kennengelernt hat.
Buck muss sich einem Familiengeheimnis stellen. Er hatte einen älteren Bruder namens Daniel, der an Leukämie erkrankt war. Bucks Eltern hatten ihn nur aus dem Grund gezeugt, damit er Daniels Rettungsgeschwister wird. Weil sein Erbmaterial aber nicht passte und Daniel ein Jahr nach Bucks Geburt starb, distanzierten sich seine Eltern von ihm. Maddie wusste die ganzen Jahre davon und hat Buck nichts erzählt. Dies führt zwischenzeitlich zu einem Bruch zwischen den Geschwistern. Buck überwindet diesen Umstand alsbald und beginnt ein erneutes Verhältnis mit der Nachrichtenreporterin Taylor Kelly.
Hen und Karen nehmen ein kleines Mädchen namens Nia zur Pflege auf, müssen es ihrer biologischen Mutter aber wieder zurückgeben, da diese sich nun wieder in der Lage befand, sich um ihre Tochter zu kümmern, womit vor allem Hen zu kämpfen hat. Ablenkung erhält sie durch ihr Studium und den Besuch ihrer Mutter Antonia, die im späteren Verlauf zu ihr und Karen zieht.
Nachdem Maddie und Chimney eine Tochter namens Jee-Yun bekommen, leidet Maddie an einer postnatalen Depression. Um sich psychologisch behandeln zu können, kündigt sie ihren Job, wobei Chimney hinter ihr steht. Albert ist bei Buck eingezogen. Nach einem schweren Unfall kämpft er sich ins Leben zurück und absolviert die Zertifizierungsprüfung als Feuerwehrmann des LAFD.
Eddie geht mit Ana Flores, einer ehemaligen Lehrerin Christophers, eine Beziehung ein und ändert nach einer Schussverletzung durch einen Scharfschützen sein Testament dahingehend, dass Buck im Fall von Eddies Tod Christophers Vormund wird.

### Staffel 5
Die Staffel beginnt mit einem massiven mehrtägigen Stromausfall, der die gesamte Stadt betrifft und die Feuerwehrleute von 118 in Atem hält. Während des Ausfalls gelingt es dem Vergewaltiger, der Athena im Finale der dritten Staffel fast getötet hätte, von seiner Gerichtsverhandlung zu entkommen. Er gibt sich als Cop aus und entführt aus Rache, weil Athena ihn damals anschoss, deren Sohn Harry. Nachdem sie den Vergewaltiger erschoss, weil dieser seine Waffe auf Bobby richtete, können Athena, Michael und die anderen Harry in einem verlassenen Wohnviertel, in dem er eingesperrt wurde, finden. In der Zeit danach geht es sowohl Harry als auch Athena psychisch schlecht, weshalb sie sich in Therapie begeben. Michael macht David einen Heiratsantrag und die beiden beschließen nach Haiti zu gehen, um nach den verheerenden Stürmen von 2021 bei medizinischen Notfällen zu helfen.
Maddie kommt mit ihrer postnatalen Depression nicht klar und verlässt Chimney und Jee-Yun. Wo sie sich aufhält, ist zunächst nicht bekannt. Weil Chimney mit ihrem Verschwinden nicht klar kommt, begibt er sich auf eine lange Suche nach ihr. Nach sechs Monaten findet er Maddie, die inzwischen erfolgreich eine Therapie abschloss, endlich und die beiden gehen zurück nach LA, trennen sich aber. Maddie fängt wieder im Callcenter als Dispatcher an.
Eddie hat mehrere Panikattacken und führt diese darauf zurück, dass er nicht glücklich ist, mit Ana sein restliches Leben zu verbringen. Daraufhin macht er Schluss mit ihr. Er kündigt er zudem an, sein Feuerwehrteam verlassen zu wollen, weil er Christopher nicht länger daran leiden sehen will, dass sein Vater täglich sein Leben riskiert. Infolgedessen fängt er als Dispatcher im Callcenter an. Nach langem Überlegen und Unglücklichsein im neuen Job kehrt Eddie zur 118 zurück.
Buck und Lucy Donato, eine neue Feuerwehrfrau bei 118, küssen sich an einem Abend. Als er dies Kelly erzählt, beginnt es zwischen den beiden zu kriseln. Sie können ihre Beziehung für eine kurze Zeit aufrechterhalten, trennen sich aber im Staffelfinale.
May arbeitet als Dispatcher in der Notrufzentrale, leidet jedoch unter Claudette Collins. Als diese bei einem Brand in der Notrufzentrale verstirbt, vermutet Hen, dass sie getötet wurde. Es stellt sich heraus, dass Jonah Greenway, ein Feuerwehrmann/Sanitäter, der für Chimney auf der Station 118 einspringt, als Serienmörder entpuppt.

### Staffel 6
Athena kehrt für einige Zeit zu ihren Eltern zurück und klärt dort einen alten Fall eines verschwundenen Mädchens auf, in den ihre Familie seit knapp 50 Jahren verwickelt war. Ihr Vater wird des Mordes verdächtig, aber mit Bobbys Hilfe kann sie den wahren Täter überführen. Bobby ist am Boden zerstört, als er erfährt, dass sein Freund und Sponsor Wendall bei einem Autobrand in der Nähe eines Reha-Zentrums ums Leben gekommen ist, und vermutet, dass die Gründer des Reha-Zentrums, etwas damit zu tun haben. Er findet heraus, dass Wendall versucht hat, die kriminellen Aktivitäten der Eigentümer des Zentrums aufzudecken. Dabei wurde er von diesen getötet. Bobby kann mit Hilfe von Athena und einer Patientin des Reha-Zentrums die Gründer des Mordes überführen.
Buck wird von einem alten Schulkollegen gebeten, Samenspender für dessen Frau zu sein. Nach kurzem Zögern sagt er diesen zu. Während eines Einsatzes wird er vom Blitz getroffen und stirbt beinahe. Dadurch beginnt er über sein Leben nachzudenken.
Hen wird während Bobbys Abwesenheit Capitain der 118. Sie ist mit der Aufgabe, ihrem Studium und Familie überfordert und fällt bei ihrer Abschlussprüfung durch. Sie kann diese nachholen, beschließt aber nach erfolgreichem Abschluss bei der 118 zu bleiben und nicht als Ärztin zu beginnen. Zusammen mit Karen entscheiden sie sich, dass sie ein weiteres Kind aufnehmen wollen.
Chimney und Maddie kommen wieder zusammen. Er möchte ihr einen Heiratsantrag machen, ist jedoch nervös und unsicher. Schlussendlich macht Maddie ihm einen Antrag und er nimmt diesen an. Eddie beginnt mit Marisol eine neue Beziehung.

### Staffel 7
Athena und Bobby holen ihre langerwarteten Flitterwochen auf einem Kreuzfahrtschiff nach. Dieses wird jedoch von Piraten gekapert. Diese lassen Bomben auf dem Schiff detonieren, weswegen es manövrierunfähig ist. Als ein Hurrikan das Schiff trifft, kentert dieses und Athena, Bobby und die anderen kämpfen ums Überleben. Da Hen nichts von den beiden hört, macht sie sich zusammen mit Maddie auf die Suche. So können das Schiff und die Überlebenden finden und retten.
Hen verliert kurzzeitig ihren Job, nachdem der Sohn der Stadträtin Olivia Ortiz, der einen Autounfall scheinbar unversehrt überstanden hat und von Hen nicht behandelt wurde, an einer unerwarteten Hirnblutung stirbt. Hen wird schließlich entlastet, nachdem sich herausstellt, dass das Opfer sowohl betrunken als auch auf Drogen war. Hen und Karen nehmen die junge Mara Driskell, dessen Eltern an einer Überdosis gestorben sind, als Pflegetochter auf. Sie beschließen das Mädchen zu adoptieren, jedoch verhindert Stadträtin Ortiz dies, da sie Hen nach wie vor für den Tod ihres Sohnes verantwortlich macht. Außerdem wird ihnen ihre Pflegelizenz entzogen, weswegen Maddie und Chimney Mara übergangsweise auf.
Buck lernt während dem Rettungseinsatz des Schiffes Thomas „Tommy“ Kinard, ein ehemaliger Feuerwehrmann bei der 118, kennen. Dieser stellt sich als Homosexuell raus und Beck entwickelt Gefühle für ihn. Zunächst will er die Beziehung geheim halten, steht dann jedoch offen zu Tommy.
Chimney und Maddie wollen heiraten, jedoch erleidet Chimney eine Amnesie. Die 118 macht sich auf die Suche nach ihm und finden heraus, dass Chimney an einer viralen Enzephalitis leidet, die er sich Wochen zuvor bei einem Einsatz zugezogen hat. Nachdem Chimney sein Gedächtnis wiedererlangt hat, beschließen er und Maddie, ihre Trauung in seinem Krankenzimmer abzuhalten.
Eddie trifft auf die Verkäuferin Kim, die seiner toten Ehefrau Shannon zum verwechseln ähnlichsieht. Er beginnt eine sexuelle Affäre mit ihr, bis diese vor Christopher und Marisol auffliegt. Dies beendet seine Beziehung zu Marisol und veranlasst Chris dazu zu seinen Großeltern zurück nach Texas zu ziehen.
Bobby trifft auf Amir Casey, ein Krankenpfleger, der seine Frau in demselben Feuer verloren hat, das auch Bobbys Familie in Minnesota getötet hat. Dieser macht Bobby für den Brand verantwortlich und kann ihm nicht verzeihen. Dies macht Bobby zu schaffen und er beschließt in Ruhestand zu gehen. Sehr zum entsetzen von Athena und der 118. Als ein Feuer im Hause der Nashs ausbricht, kann Bobby Athena das Leben retten, bricht dann jedoch selber wegen einem Herzinfarkt zusammen. Athena macht Amir verantwortlich. Jedoch stellt sich heraus, dass dieser von einem Kartell verfolgt wird und dieser auch den Brand bei den Nashs gelegt hat. Athena kann das Kartell zur Strecke bringen, während Bobby aus dem Koma erwacht. Er versöhnt sich mit Amir und will zur 118 zurück. Jedoch muss er erfahren, dass sein Posten von Vincent Gerrard, der ehemalige Captain der 118, übernommen wurde.

### Staffel 8
Athena begleitet den Mörder ihres ehemaligen Verlobten, Dennis Jenkins, von einer externen Justizeinrichtung nach Los Angeles. Jenkins soll dort im Rahmen eines Menschenhandelsverfahrens vor Gericht aussagen. Während des Gefangenentransports per Flugzeug kommt es zu einer Kollision mit einem Kleinflugzeug, was beinahe in einem verheerenden Flugzeugabsturz endet. Dank Athenas schnellem Handeln und ihrer Entschlossenheit gelingt es ihr jedoch, das beschädigte Passagierflugzeug gemeinsam mit einem jungen Passagier (Jem) sicher auf einer Autobahn notzulanden.
Hen und Karen setzen ihren Kampf fort, offiziell als Pflegeeltern von Mara anerkannt zu werden. Trotz ihres Engagements und der stabilen familiären Verhältnisse wird ihr Vorhaben durch das gezielte Eingreifen von Stadträtin Olivia Ortiz behindert. Auf deren Veranlassung hin wird Mara zunächst in einer Pflegeeinrichtung untergebracht und anschließend vorübergehend der Obhut von Chimney und Maddie übergeben.
Bobby legt sein Amt als Captain der Wache 118 nieder, um in den Ruhestand zu gehen. Nach kurzer Zeit strebt er jedoch eine Rückkehr in seine frühere Position an, was zu einem Konflikt mit seinem Nachfolger Vincent Gerrard führt. Im Verlauf der Auseinandersetzung gelingt es Bobby, politische Einflussnahmen durch Stadträtin Olivia Ortiz aufzudecken, die maßgeblich an seiner Absetzung beteiligt war. Nachdem Gerrard über die Hintergründe informiert wird, unterstützt er Bobbys Rückkehr. In der Folge übernimmt Bobby erneut die Leitung der Wache 118. Während eines Einsatzes kommt es zu einem Laborunfall, bei dem ein gefährlicher Virus freigesetzt wird. Bobby, Hen, Chimney und Ravi infizieren sich dabei mit dem Erreger. Zur Rettung wird ein begrenztes Antiserum beschafft. Obwohl sein Zustand sich verschlechtert, entscheidet sich Bobby, seine Dosis Chimney zu überlassen, um dessen Leben zu retten. Infolge dieser selbstlosen Entscheidung erliegt Bobby der Virusinfektion und verstirbt. Sein Tod hinterlässt eine große Lücke im Team und markiert einen tiefgreifenden Einschnitt für die Feuerwehrwache 118.
Eddie erhält den Rat eines bekannten Schaustellers, mehr Zeit mit seinem Sohn Christopher zu verbringen. Über diesen Hinweis denkt Eddie intensiv nach und trifft schließlich die Entscheidung, nach El Paso in Texas zu ziehen, um bei seinem Sohn zu sein.
Chimney und Maddie bekommen ein zweites Baby und sie nennen ihn Robert Nash Han, zu Ehren von Bobby.

## Besetzung und Synchronisation
Die Synchronisation der Serie wird bei der Scalamedia in München, seit Staffel 4 bei der Arena Synchron in Berlin nach Dialogbüchern von Katharina Blum, Peter Wagner, Andreas Pohr, Benedikt Rabanus, Marika von Radvanyi, Kai Taschner, Paul Kaiser, Cornelius Frommann, Andreas Gründel, Heinz Burghardt, Carina Krause und Christine Roche unter der Dialogregie von Rabanus, Frommann und Rainer Martens erstellt.

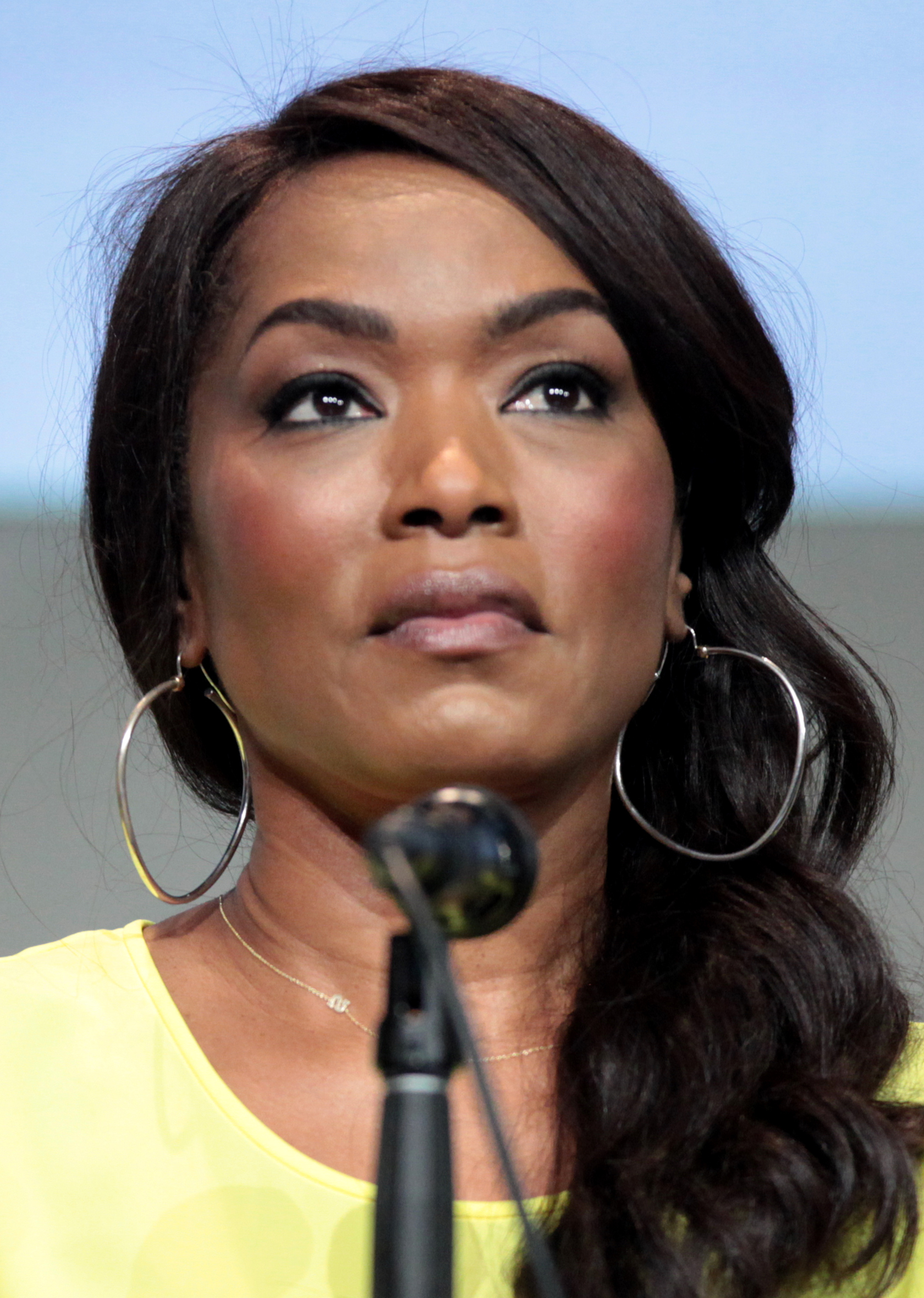
Angela Bassett
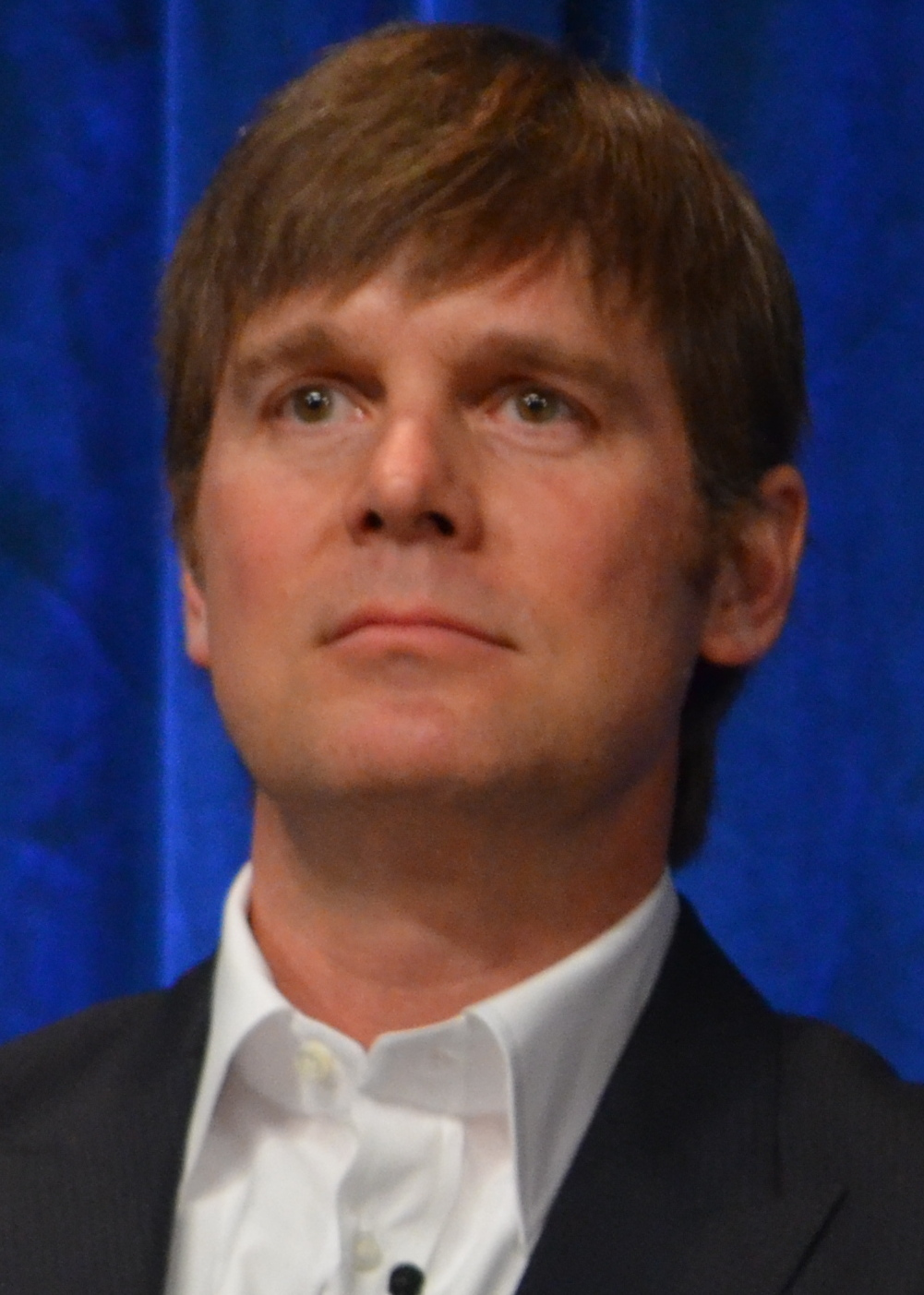
Peter Krause
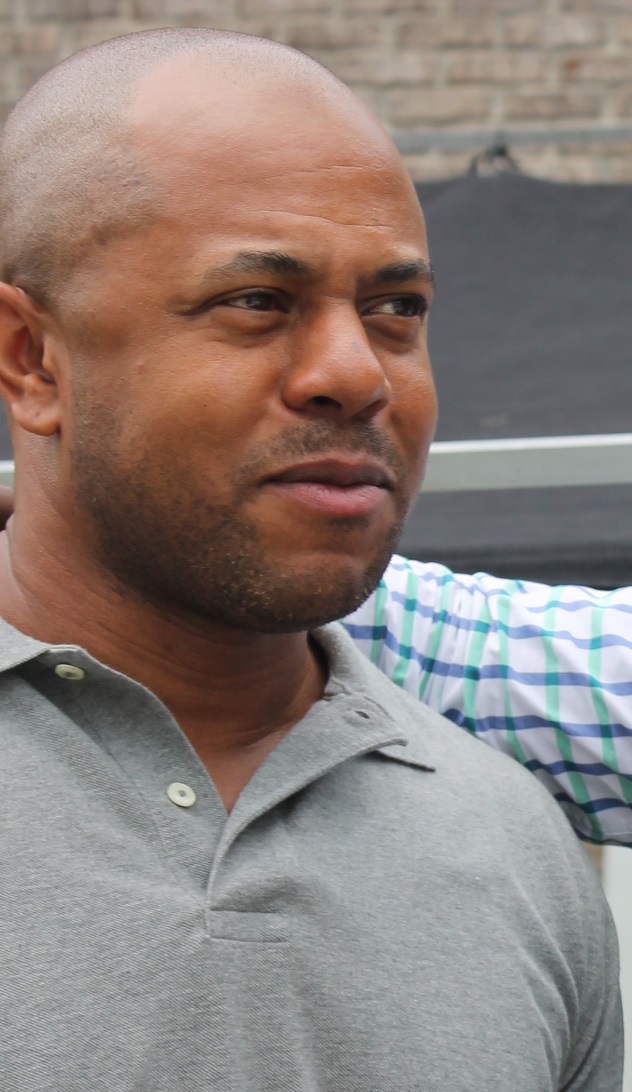
Rockmond Dunbar
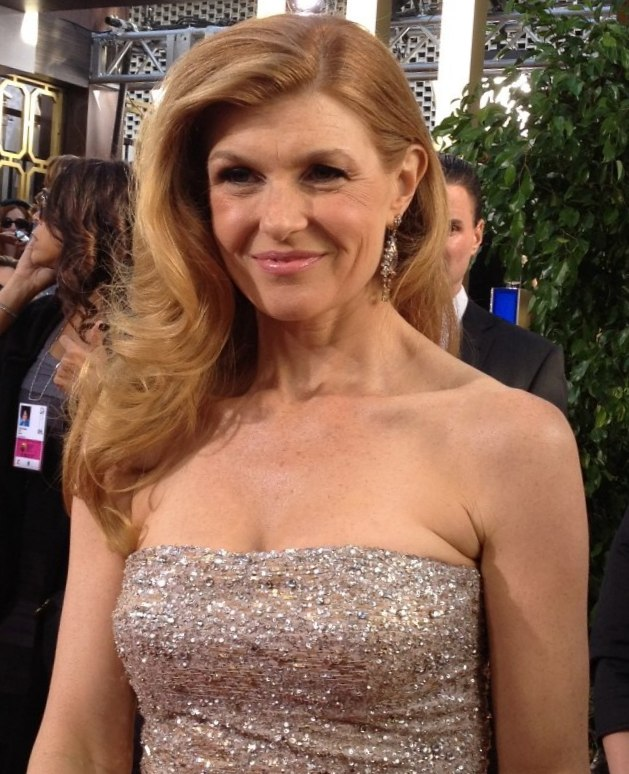
Connie Britton

### Hauptrollen

#### Aktive
| Rollenname               | Rolle                            | Schauspieler         | Hauptrolle (Folgen) | Nebenrolle (Folgen) | Synchronsprecher   |
| ------------------------ | -------------------------------- | -------------------- | ------------------- | ------------------- | ------------------ |
| Athena Grant-Nash        | Sergeant LAPD                    | Angela Bassett       | 1.01–               |                     | Anke Reitzenstein  |
| Evan „Buck“ Buckley      | Feuerwehrmann                    | Oliver Stark         | 1.01–               |                     | Karim El Kammouchi |
| Henrietta „Hen“ Wilson   | Feuerwehrfrau                    | Aisha Hinds          | 1.01–               |                     | Kathrin Gaube      |
| Howard „Chimney“ Han     | Feuerwehrmann                    | Kenneth Choi         | 1.01–               |                     | Patrick Schröder   |
| Maddie Han, geb. Buckley | Dispatcher in der Notrufzentrale | Jennifer Love Hewitt | 2.01–               |                     | Melanie Hinze      |
| Edmundo „Eddie“ Diaz     | Feuerwehrmann                    | Ryan Guzman          | 2.01–               |                     | Roman Wolko        |
| Christopher Diaz         | Sohn von Eddie und Shannon       | Gavin McHugh         | 3.01–               | 2.02–2.18           |                    |

#### Ehemalige
| Rollenname            | Rolle                                                                      | Schauspieler          | Hauptrolle (Folgen) | Nebenrolle (Folgen)                                | Synchronsprecher  |
| --------------------- | -------------------------------------------------------------------------- | --------------------- | ------------------- | -------------------------------------------------- | ----------------- |
| Abby Clark            | Dispatcher in der Notrufzentrale                                           | Connie Britton        | 1.01–1.10           | 3.17–3.18                                          | Melanie Pukaß     |
| Michael Grant         | Architekt, Ex-Mann von Athena, Vater von May und Harry                     | Rockmond Dunbar       | 1.01–5.08           |                                                    | Christian Weygand |
| Robert „Bobby“ Nash † | Captain LAFD                                                               | Peter Krause          | 1.01–8.18           |                                                    | Peter Flechtner   |
| May Grant             | Tochter von Athena und Michael, zeitweise Dispatcher in der Notrufzentrale | Corinne Massiah       | 2.01–6.18           | 1.01–1.10, 7.08, 7.10, 8.14, 8.16–8.18             | Laura Jenni       |
| Harry Grant           | Sohn von Athena und Michael                                                | Marcanthonee Jon Reis | 2.01–6.01           | 1.01–1.10                                          | Dominic Pühringer |
| Harry Grant           | Sohn von Athena und Michael                                                | Elijah M. Cooper      |                     | 7.04, 7.08, 7.10, 8.14, 8.16–8.18                  |                   |
| Albert Han            | Bruder von Howard                                                          | John Harlan Kim       | 4.01–4.14           | 3.11, 3.13, 5.04, 5.13, 5.16, 5.18–6.01, 6.10–6.11 |                   |

### Nebenrollen
| Rollenname        | Rolle                                                     | Schauspieler             | Nebenrolle (Folgen) | Synchronsprecher       |
| ----------------- | --------------------------------------------------------- | ------------------------ | --- | ---------------------- |
| Patricia Clark †  | Mutter von Abby                                           | Mariette Hartley         | 1.01–1.09 | Eva-Maria Lahl         |
| Carla Price       | Pflegekraft von Patricia, Erziehungshilfe von Christopher | Cocoa Brown              | 1.02–1.06, 1.09–1.10, 2.04, 2.07, 2.18, 3.12, 3.15, 4.02, 4.13–4.14, 5.10, 6.08, 6.11 | Bettina Redlich        |
| Elaine Maynard    | Captain LAPD                                              | Claudia Christian        | 1.04, 2.04, 3.05, 3.07, 3.14, 4.01, 5.02–5.03, 5.06, 6.08, 6.15, 7.04, 7.10–8.03, 8.07 |                        |
| Eva Mathis        | Ex-Freundin von Henrietta                                 | Abby Brammell            | 1.05, 1.07, 1.09, 2.05, 2.09, 5.07 | Stephanie Kellner      |
| Karen Wilson      | Frau von Henrietta                                        | Tracie Thoms             | 1.05, 1.07–1.08, 1.10, 2.03, 2.05, 2.07, 2.10, 2.15, 2.18–3.01, 3.04–3.05, 3.08–3.11, 3.17–3.18, 4.02, 4.07–4.10, 4.14–5.01, 5.07, 5.14–5.18, 6.02, 6.05–6.06, 6.09, 6.13, 6.18, 7.02, 7.05–7.07, 7.09–8.01, 8.04–8.05, 8.10, 8.13–8.18                                         | Eva-Maria Reichert     |
| Denny Wilson      | Adoptivsohn von Henrietta und Karen                       | Declan Pratt             | 1.05, 2.03, 2.05, 2.18, 3.01, 3.04, 3.08–3.10, 3.17–3.18, 4.03, 4.07, 4.10, 4.14–5.01, 5.03, 5.10, 5.17–5.18, 6.02, 6.05–6.06, 6.08–6.10, 6.13–6.14, 6.18, 7.05, 7.07, 7.09–8.01, 8.04–8.05, 8.10, 8.13–8.14, 8.17–8.18                                                         |                        |
| Sue Blevins       | Leiterin der Dispatcher in der Notrufzentrale             | Debra Christofferson     | 1.07, 2.01, 2.05–2.06, 2.11, 2.13–2.14, 2.17, 3.02–3.03, 3.06, 3.13–3.14, 4.09–4.11, 4.13–4.14, 5.03, 5.10, 5.15–5.16, 6.01, 6.05, 7.01, 7.04, 7.06–7.07, 8.09, 8.12, 8.18 | Angela Jacobi          |
| Doug Kendall †    | Ex-Mann von Maddie                                        | Brian Hallisay           | 2.01, 2.10–2.13, 3.10, 6.11, 7.06 |                        |
| Linda Bates       | Dispatcher in der Notrufzentrale                          | Chiquita Fuller          | 2.01–2.02, 2.14, 2.18, 3.02–3.03, 3.13–3.14, 4.01, 4.06, 4.09–4.12, 4.14–5.04, 5.08, 5.10–5.11, 5.13, 5.15–5.16, 5.18, 6.05, 6.09, 6.16, 8.17–8.18 |                        |
| Josh Russo        | Dispatcher in der Notrufzentrale                          | Bryan Safi               | 2.02–2.03, 2.05, 2.10, 2.13–2.14, 2.17–3.01, 3.04, 3.06, 3.09, 3.12–3.13, 3.17–4.01, 4.04, 4.09–4.12, 5.01, 5.03–5.04, 5.06, 5.08, 5.10–5.11, 5.13, 5.16, 5.18–6.01, 6.05, 6.09–6.10, 6.12, 6.15–6.16, 6.18, 7.01, 7.04, 7.06–7.07, 8.01–8.03, 8.05–8.06, 8.09–8.10, 8.12, 8.17 | René Oltmanns          |
| Ali Martin        | Ex-Freundin von Buck                                      | Tiffany Dupont           | 2.02–2.03, 2.08, 2.18 |                        |
| Isabel Diaz       | Großmutter von Eddie                                      | Ana Mercedes             | 2.04, 2.10, 2.17–2.18, 3.10, 3.15, 4.16, 5.17, 7.06 |                        |
| Josephina         | Tante von Eddie, Tochter von Isabel, Schwester von Ramon  | Terri Hoyos              | 2.04, 2.18, 3.15, 4.16, 5.17, 6.14, 8.17–8.18 |                        |
| Taylor Kelly      | Nachrichtenmoderatorin, Ex-Freundin von Buck              | Megan West               | 2.06, 2.08, 4.08, 4.11–4.12, 4.14–5.01, 5.03, 5.05–5.07, 5.09–5.11, 5.13–5.14, 5.16–5.18, 6.17 | Katharina Schwarzmaier |
| Shannon Diaz †    | Frau von Eddie und Mutter von Cristopher                  | Devin Kelley             | 2.07, 2.10, 2.13, 2.17, 3.15, 7.01, 7.07 |                        |
| Kim               | Affäre von Eddie                                          | Devin Kelley             | 7.07, 7.09 |                        |
| Tommy Kinard      | Feuerwehrmann, Ex-Freund von Buck                         | Lou Ferrigno Jr.         | 2.09, 2.12, 2.16, 7.03–7.06, 7.09–8.01, 8.05–8.06, 8.11, 8.15–8.16 |                        |
| Vincent Gerrard   | ehemaliger Captain LAFD                                   | Brian Thompson           | 2.09, 2.12, 4.13, 7.09–8.04, 8.07, 8.16–8.18 |                        |
| Beatrice Carter   | Mutter von Athena                                         | Beverly Todd             | 2.11, 3.07, 6.01–6.03, 8.16 |                        |
| Samuel Carter     | Vater von Athena                                          | Henry G. Sanders         | 2.11, 6.01–6.03, 8.16 |                        |
| Helena Diaz       | Mutter von Eddie                                          | Paula Marshall           | 2.18, 3.15, 5.17, 7.10, 8.01, 8.12–8.13 |                        |
| Ramon Diaz        | Vater von Eddie                                           | George DelHoyo           | 2.18, 3.15, 5.17, 6.04, 7.10, 8.12–8.13 |                        |
| Williams          | Officer LAPD                                              | Chris Wu                 | 3.01, 3.06, 3.09, 3.14, 3.17, 4.01, 4.04, 4.11, 4.14, 5.03, 5.11, 5.17, 6.09, 7.02, 7.06, 8.15–8.16 |                        |
| Lena Bosko        | Feuerwehrfrau                                             | Ronda Rousey             | 3.02–3.05, 3.08 | Anja Stadlober         |
| Ana Flores        | Lehrerin von Christopher, Ex-Freundin von Eddie           | Gabrielle Walsh          | 3.12, 3.15, 4.06, 4.08, 4.10, 4.13–5.03 | Nora Jokhosha          |
| David Hale        | Mann von Michael                                          | La Monde Byrd            | 3.15–4.02, 4.07, 4.13–5.03, 5.08 | Peter Sura             |
| Ravi Panikkar     | Feuerwehrmann                                             | Anirudh Pisharody        | 4.06, 4.12, 4.14–5.02, 5.04–5.11, 5.13–5.14, 5.17–5.18, 6.14–6.18, 7.04–7.06, 7.09–7.10, 8.11–8.18 |                        |
| Antonia Wilson    | Mutter von Henrietta                                      | Marsha Warfield          | 4.07, 4.10, 4.13–5.01, 5.09, 5.18, 6.13, 8.13 | Regina Lemnitz         |
| Claudette Collins | Ehemalige Dispatcher in der Notrufzentrale                | Vanessa Estelle Williams | 5.04–5.05, 5.08, 5.16 |                        |
| Lucy Donato       | Feuerwehrfrau                                             | Arielle Kebbel           | 5.11, 5.13–6.01, 6.17–6.18 |                        |
| Jonah Greenway    | Feuerwehrmann                                             | Bryce Durfee             | 5.11, 5.13–5.14, 5.16–5.17 |                        |
| Marisol           | Ex-Freundin von Eddie                                     | Edy Ganem                | 6.05, 6.17–7.01, 7.05, 7.07, 7.09 |                        |
| Mara Wilson       | Adoptivtochter von Henrietta und Karen                    | Askyler Bell             | 7.05, 7.07, 7.09–8.01, 8.04–8.05, 8.10, 8.13–8.14, 8.17–8.18 |                        |
| Amir Casey        | Krankenpfleger                                            | Malcolm-Jamal Warner     | 7.07–7.10 |                        |
| Brad Torrance     | Schauspieler                                              | Callum Blue              | 8.01–8.04, 8.07–8.08 |                        |

## Ausstrahlung
Vereinigte Staaten
Am 16. Januar 2018 wurde eine zweite Staffel der Serie bestellt, die seit dem 23. September 2018 in den USA ausgestrahlt wird. Im März 2019 wurde die Serie um eine dritte Staffel verlängert. Am 21. Januar 2021 startete die vierte Staffel in den USA.
Deutschland
Im deutschsprachigen Raum ist die komplette Serie seit dem 11. April 2018 beim Bezahlsender Sky One zu sehen.
In Deutschland startete die Free-TV-Ausstrahlung am 24. Oktober 2018 auf ProSieben.
Daneben ist sie bei verschiedenen Streaminganbietern, wie Amazon Prime, Joyn oder Disney+ (Star), abrufbar.
International
In Österreich ist sie seit dem 1. Oktober 2018 im ORF eins zu sehen. In der Schweiz zeigen die Sender 3+, 4+ und 5+ Folgen der ersten und zweiten Staffel. In Italien war die Serie ab dem 13. Februar 2018 beim Sender Fox Life zu sehen. In Frankreich strahlte der Sender M6 die Serie aus. In Polen lief sie am 6. Februar 2018 an.

## Spin-Off
Aufgrund des Erfolges von 9-1-1 hat FOX 2019 das Spin-Off 9-1-1: Lone Star bestellt. Dieses folgte den Einsatzkräften von Austin, Texas. 9-1-1: Lone Star wurde von 2020 bis 2025 erstausgestrahlt und umfasst 72 Episoden in fünf Staffeln.
Es gibt ein Crossover zwischen den beiden Serien, und zwar in Bleiben Sie dran (Folge 2.03) von 9-1-1: Lone Star, die am 1. Februar 2021 in den USA erstausgestrahlt wurde. Diese gilt gleichzeitig als Fortsetzung der 9-1-1-Folge Willkommen in der Zukunft (Folge 4.03), die ebenfalls am 1. Februar 2021 erstausgestrahlt wurde.